# Gobiopsis quinquecincta
Gobiopsis quinquecincta är en fiskart som först beskrevs av Smith, 1931.  Gobiopsis quinquecincta ingår i släktet Gobiopsis och familjen smörbultsfiskar. Inga underarter finns listade i Catalogue of Life.